# Hypsiboas riojanus
Espèce
Synonymes
- Hyla riojana Koslowsky, 1895

Statut de conservation UICN

 DD  : Données insuffisantes
Hypsiboas riojanus est une espèce d'amphibiens de la famille des Hylidae.

## Répartition
Cette espèce se rencontre entre 500 et 3 400 m d'altitude :
- en Bolivie ;
- en Argentine dans les provinces de La Rioja et de Catamarca.

Sa présence est incertaine au Pérou.

## Étymologie
Son nom d'espèce lui a été donné en référence à son lieu de découverte, la province de La Rioja.

## Publication originale
- Koslowsky, 1895 : Batracios y reptiles de Rioja y Catamarca (Republica Argentina) recogidos durante los meses de Febrero a Mayo de 1895. Revista del Museo de la Plata, vol. 6, p. 357–370 (texte intégral).